# Hamilton County (Kansas)
Hamilton County je okres ve státě Kansas v USA. K roku 2010 zde žilo 2 690 obyvatel. Správním městem okresu je Syracuse. Celková rozloha okresu činí 2 584 km².